# منک اند هامبروک
منک اند هامبروک (انگلیسی: Menck) شرکت ماشین‌آلات آلمانی است، که در سال ۱۹۷۸ توسط یوهانس منک و دیدریش هامبروک تأسیس شد.